# Nazzareno Verzini
Nazzareno Verzini (Perugia, 20 maggio 1953) è un ex calciatore italiano, di ruolo attaccante.

## Carriera
Giocò in Serie A con la Ternana.